# Алексей Лосев
Алексей Фьодорович Лосев (на руски: Алексе́й Фёдорович Ло́сев) е руски философ и филолог-класик, автор на над 400 оригинални труда (от тях – над 30 монографии) по философия, класическа филология, общо езикознание, културология. Чел е университетски лекции по антична философия, логика, естетика и история на философията в московски университети.

## Биография
През 1915 г. Алексей Лосев завършва две специалности в историко-филологическия факултет на Московския държавен университет през 1915: философия и класическа филология. Сприятелява се с руски религиозни философи, между които Николай Бердяев и Павел Флоренски. През 1919 г. става професор по класическа филология в Нижни Новгород, а по-късно (1920) в Московската консерватория. От 1942 г. до 1944 г. преподава в Московския университет, а от 1944 г. – в Московския педагогически институт.
В трудовете си от 20-те години Лосев синтезира идеите на Платон, неоплатонизма, диалектиката на Хегел, Шелинг, феноменологията на Хусерл, както и християнството и руската философска мисъл на ранния ХХ век. Лосев се стреми да построи с помощта на идеалистическата диалектика универсален метод за битието и мисленето, и пише произведения като „Философия на името“ (1927), „Античен космос“ (1927), „Диалектика на мита“ (1930), както и такива върху художественото творчество – „Диалектика на художествената форма“, (1927), „Музиката като предмет на логиката“ (1927) и др. В „Диалектика на мита“ Лосев нарича диалектическия материализъм „очевидна глупост“ – това е и последната книга, публикувана в СССР, която открито отхвърля марксизма. За своя „идеализъм“ Лосев е осъден на изгнание и изпратен в трудов лагер и работи по изграждането на Беломорско-Балтийския канал. Там той почти изгубва зрението си, и едва след години го възвръща частично. Книгата му се изземва веднага след публикуването ѝ и самият Лосев почти до края на живота си не притежава собствено копие от нея.
Когато се връща в Москва, му бива разрешено да поднови академичната си кариера и дори да преподава. Античната философия, митът и естетиката се превръщат в негово „вътрешно изгнание“. Посредством интерпретацията на авторите от отминалите времена Лосев успява да изкаже собствените си идеи, като в предговорите към изданията на произведенията си „плаща“ дан на официалната идеология. Между 1950 и 1970 публикува около 30 монографии. Той адмирира Западната философия на времето, но остро критикува структурализма.
Две години преди смъртта му, през 1986 г. Лосев е награден с Държавната награда на СССР за осемтомното му произведение „История на античната естетика“

## Онлайн библиография
- „Абсолютная диалектика – Абсолютная мифология“
- „Античная философия истории“
- „Атеизм, его происхождение и влияние на науку и жизнь“ (16 – 17 июня 1909)
- „Вещь и имя“ (1929)
- „Г.С. Сковорода в истории русской культуры“
- „Двенадцать тезисов“ об античной культуре“
- „Диалектика мифа“ (1930)] („Диалектика на мита“)
- „Диалектика творческого акта“
- „Жизнь“
- „Из дополнений к диалектике мифа“ (осень 1929)
- „Из бесед и воспоминаний“
- „Имяславие“, перевод с немецкого А.Г.Вашестова
- „Имяславие и платонизм“
- „История античной философии в конспективном изложении“
- „История античной эстетики т. I – Ранняя классика“ (1963)
- „История античной эстетики т. II – Софисты. Сократ. Платон“ (1969)
- „История античной эстетики т. III – Высокая классика“ (1974)
- „История античной эстетики т. IV – Аристотель и поздняя классика“ (1975)
- „История античной эстетики т. V кн. 1 – Ранний эллинизм“ (1979)
- „История античной эстетики т. V кн. 2 – Эллинистически-Римская эстетика“ I-II веков (1979)
- „История античной эстетики т. VI – Поздний эллинизм“ (1980)
- „История античной эстетики т. VII кн. 1 – Последние века“ (1988)
- „История античной эстетики т. VII кн. 2 – Последние века“ (1988)
- „История античной эстетики т. VIII кн. 1 – Итоги тысячелетнего развития“ (1992)
- „История античной эстетики т. VIII кн. 2 – Итоги тысячелетнего развития“ (1994)
- „Критические заметки о буржуазной математической логике“
- „Миф – развёрнутое магическое имя“
- „Первозданная Сущность“
- „Проблема символа и реалистическое искусство“
- „Ранние диалоги Платона и сочинения платоновской школы“
- „Романтические идеи в элегиях и балладах Жуковского“
- „Самое само“
- „Средневековая диалектика“
- „Творческий путь Владимира Соловьева“
- „Театрал“
- „Философия имени“ (1927)
- „Философия культуры“
- „Философско-исторический подвиг Давида Непобедимого“ (1984)
- „Эстетика Возрождения“
- „Эстетика природы“
- „Эстетическая терминология Платона“